# بیت قاد
بیت قاد (به لاتین: Beit Qad) یک روستا در دولت فلسطین است که در کرانه باختری رود اردن واقع شده‌است. بیت قاد ۱٬۷۹۹ نفر جمعیت دارد.